# بيل ماكلولين
بيل ماكلولين (بالإنجليزية: Bill McLaughlin)‏ هو لاعب اتحاد الرغبي أسترالي، ولد في 1914، وتوفي في 1990.